# بورجا، ساراکوسا
بورجا، ساراکوسا (به اسپانیایی: Borja) یک دهستان در اسپانیا است که در Campo de Borja واقع شده‌است. بورجا ۱۰۷ کیلومتر مربع مساحت و ۴٬۹۳۱ نفر جمعیت دارد و ۴۴۸ متر بالاتر از سطح دریا واقع شده‌است.